# ISO 3166-2:CY
塞浦路斯的ISO 3166-2代码如下：
ISO 3166-2:CY是塞浦路斯ISO 3166-2的代碼，是国际标准化组织发布的ISO 3166标准的一部分，该标准为ISO 3166-1中所有国家的行政區（例如省或州）分配代码。目前，塞浦路斯为該國6個區分配了ISO 3166-2代码。每个代码由两部分组成，用一个连字符隔开。第一部分是CY，第二部分是一个字母。

## 代码
| CY-04 | 法馬古斯塔區 |
| CY-06 | 凱里尼亞區   |
| CY-03 | 拉納卡區     |
| CY-01 | 尼科西亞區   |
| CY-02 | 利馬索爾區   |
| CY-05 | 帕福斯區     |